# José Antonio García Andrade
José Antonio García, també conegut com a Toni García (La Corunya, 12 de novembre de 1977) és un exfutbolista gallec, que jugà de defensa.

## Carrera esportiva
Es va formar al planter del Deportivo de La Corunya, tot i que amb el primer equip tan sols va jugar sis minuts d'un partit de la temporada 97/98 a la màxima categoria.
Posteriorment, la seua carrera es va vincular a equips de Segona B i Tercera, especialment amb conjunts del sud del País Valencià: Benidorm CD, Cultural Leonesa, Alacant CF, Vila Joiosa Club de Futbol, Club Esportiu Dénia i des del 2007, al Club de Futbol La Nucia.